# 伊勢寺

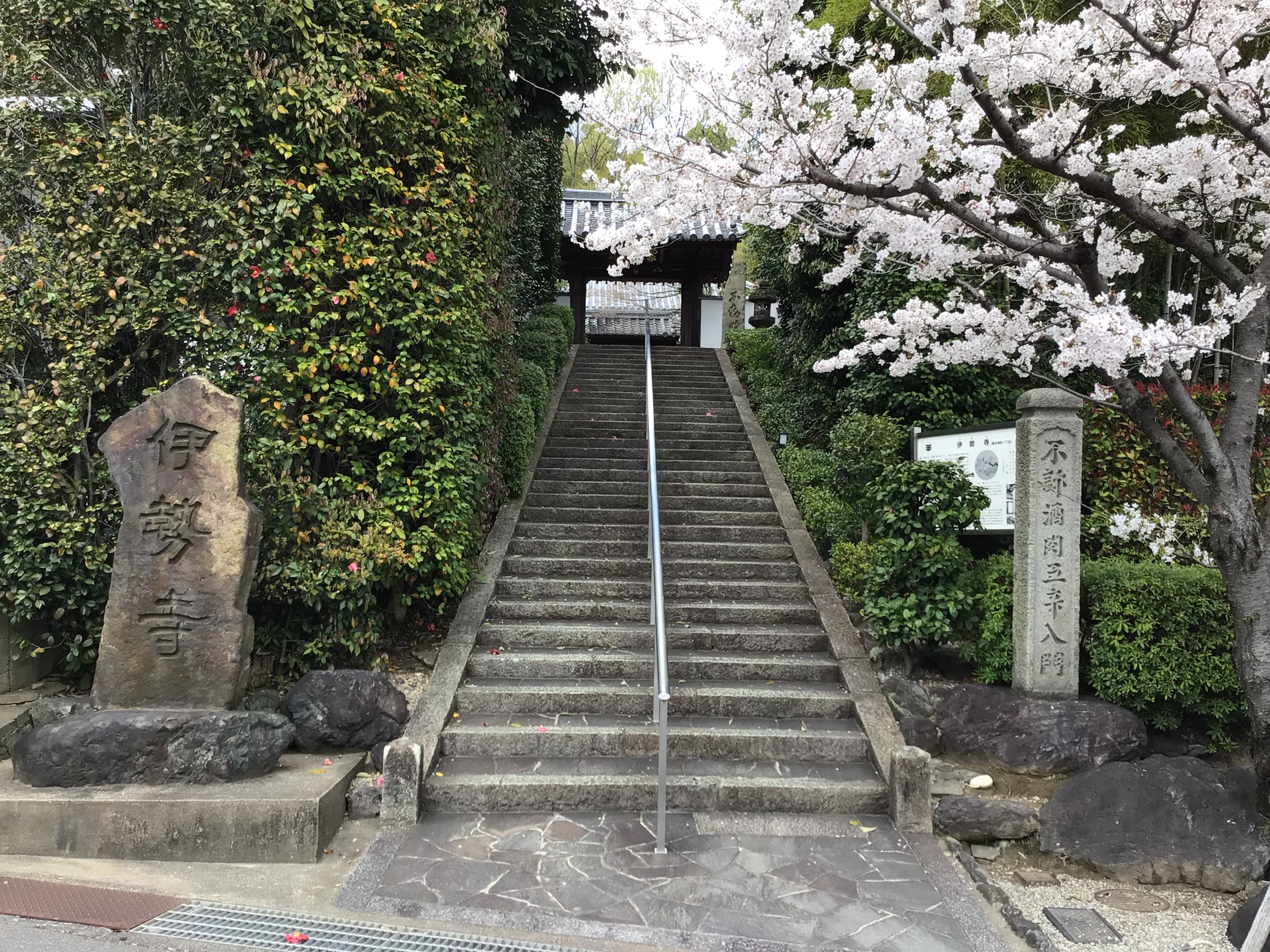
伊勢寺の石段

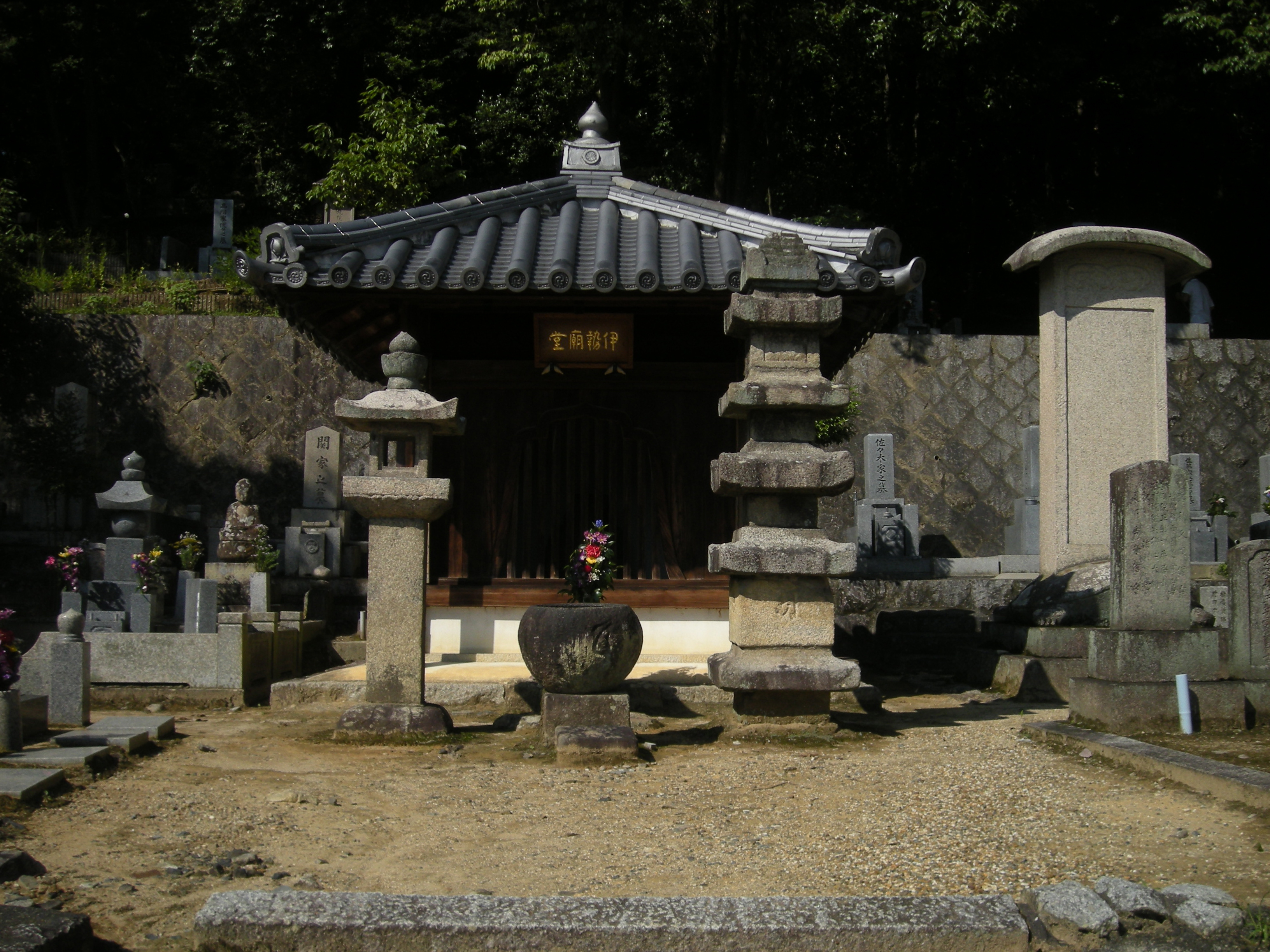
伊勢廟堂

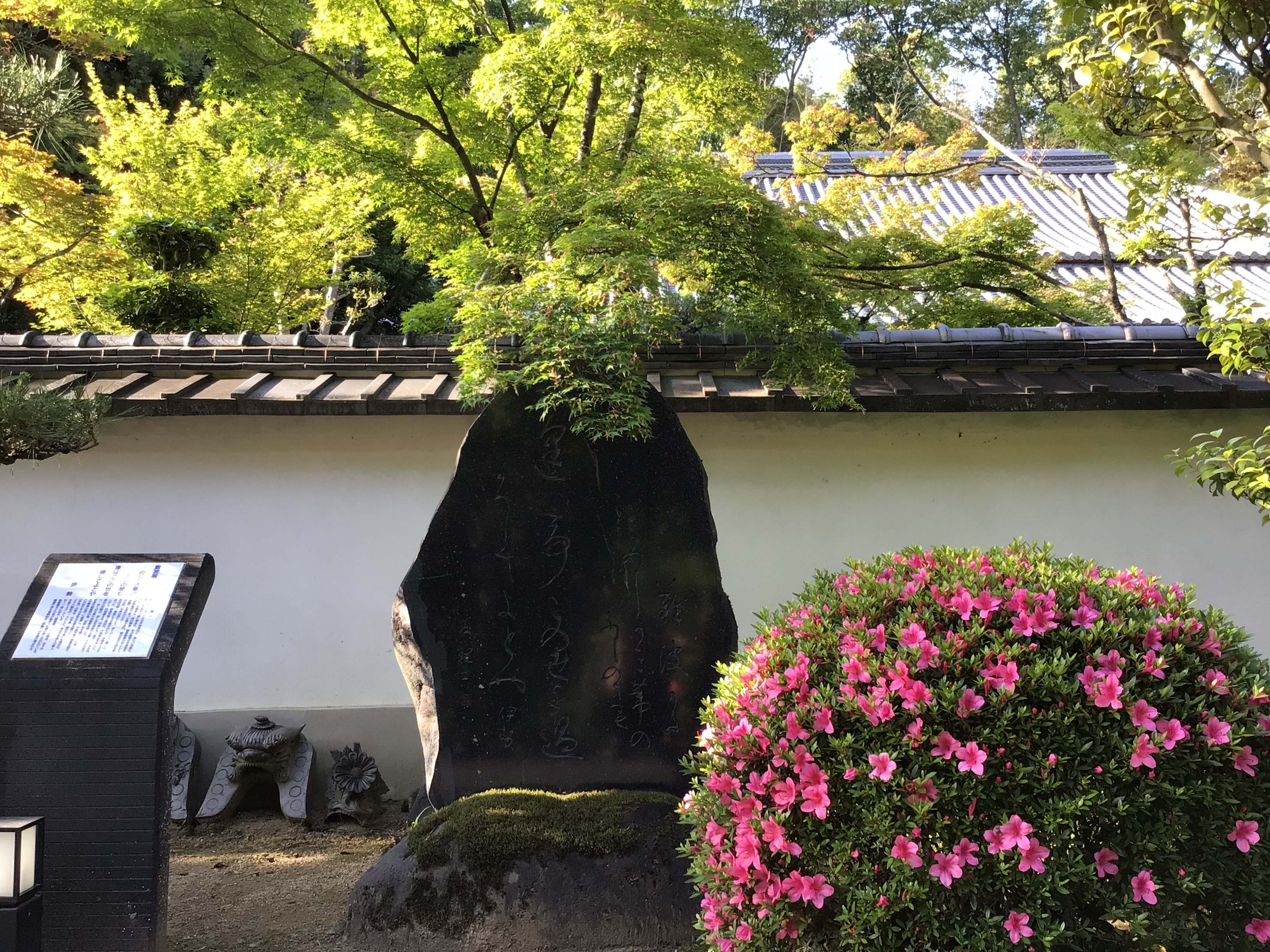
百人一首第19番伊勢の歌碑

伊勢寺（いせじ）は、大阪府高槻市にある曹洞宗の寺院。山号は金剛山。本尊は聖観音。

## 歴史
三十六歌仙の一人であり百人一首第19番に採用された、平安時代の女流歌人伊勢の隠棲跡に当寺は建てられた。
伊勢姫は、父の藤原継蔭が伊勢守であったことから父の受領名をもってそのまま「伊勢」と呼ばれた。伊勢は七条后・藤原温子にその女御として仕えると、当時皇太子であった定省親王（宇多天皇）の寵愛を受けて行明親王を産んだ。しかし、行明親王は不幸にも8歳で亡くなり、宇多天皇も31歳で譲位して御室（仁和寺）に居所を移した。すると伊勢は桂に移り住み、和歌に励んで多くの歌集を残した。勅撰和歌集の「古今和歌集」には小野小町の18首をしのぐ22首が選ばれている。そんな中、宇多天皇の皇子・中務卿敦慶親王の寵愛を受け、後の女流歌人中務を産んでいる。中務も優れた女流歌人であり、伊勢と共に三十六歌仙に選定されている。
伊勢は宇多法皇崩御の後、当地・古曽部の里に隠棲すると法皇と行明親王の御霊を祀り、その多彩な生涯を閉じた。その後、伊勢の弟・伊勢貞国が伊勢の屋敷跡を寺として整備し、天台宗の伊勢寺とした。
天正年間（1573年 - 1592年）の初めに高山右近と織田信長が戦った際に戦火に巻き込まれて焼失するが、後に住持の東雲和尚により草庵が建てられている。
元和元年（1615年）に松間宗永和尚によって再建が計られ、10年以上の歳月をかけて建立された。曹洞宗の大本山である能登国の總持寺（現・總持寺祖院）から蕉石大和尚禅師を拝請して開山第一世とし、その際、宗旨を天台宗から曹洞宗に転じた。以来400年以上、法灯を守り続けている。

## 境内
- 本堂 - 寛永年間（1624年 - 1644年）再建。本尊・聖観世音菩薩立像は円仁（慈覚大師）の作と伝えられ、戦禍に耐えて雪風にも犯されず、平安時代の頃そのままの温容を保っている。扁額「伊勢寺」は江戸時代初期の傑僧心越禅師の筆である。
- 庫裡
- 伊勢廟堂 - 1998年（平成10年）再建。
- 和田惟政の墓
- 高階春帆の墓 - 漢詩人。
- 不動堂
- 鐘楼
- 金毘羅大権現社 - 寛永12年（1635年）に薫石大和尚によって当寺の鎮守として創建された。その後、天保の大飢饉の際に高槻藩内の48か村の領民の請願を受け、五百住村の代官・近藤氏の屋敷内に移転された。明治時代の初めに淀川の水害などで旧出丸村代官の小川氏の屋敷内に移転されたが、近年になって創建当初の現在地に戻された。
- 中門
- 地蔵堂
- 豊川吨枳尼真天
- 山門
- 飛び地
  - 能因法師墳（高槻市指定史跡） - 能因法師は時代を超えて伊勢を慕っていた歌人。中古三十六歌仙の一人。

## 文化財

### 高槻市指定史跡
- 伝能因法師墳 附：文塚､不老水､花の井

## 所在地
- 大阪府高槻市奥天神町1-1-19

## アクセス
- JR東海道本線高槻駅より徒歩15分